# Tataren in Roemenië
De Tataren in Roemenië (Roemeens: Tătarii din România, Krim-Tataars: Romaniya tatarları) vormen met 20.464 personen ongeveer 0,10% van de Roemeense bevolking. Nagenoeg alle Roemeense Tataren wonen in de historische regio Dobroedzja in het zuidoosten van het land, vooral in het district Constanța (19.601 personen). In de hoofdstad Boekarest wonen 417 etnische Tataren. 
Hoewel Turkstalige volkeren al sinds de tijd van de Gouden Horde in de 13e eeuw in de Dobroedzja aanwezig waren, stammen de meeste Tataren in Roemenië af van Krim-Tataren die na de annexatie van de Krim door Rusland in de 18e eeuw naar het gebied verhuisden. 

## Demografie
Volgens de volkstelling van 2011 is de Tataarse gemeenschap veel meer verstedelijkt dan het nationale gemiddelde (28% van hen woont in plattelandsgemeenten tegen het Roemeense gemiddelde van 46%). 
| Jaar           | 1930   | 1956   | 1966   | 1977   | 1992   | 2002   | 2011   |
| Aantal Tataren | 22.141 | 20.469 | 22.151 | 23.369 | 24.596 | 23.935 | 20.282 |

### Religie
De Tataarse minderheid onderscheidt zich op het gebied van religie. De meeste Tataren zijn, in tegenstelling tot de rest van Roemenië, islamitisch (99%).

### Taal
Van de Tataren in Roemenië sprak 86% een vorm van het Krim-Tataars als moedertaal, terwijl 13% het Roemeens sprak en 1% het Turks.

## Verspreiding

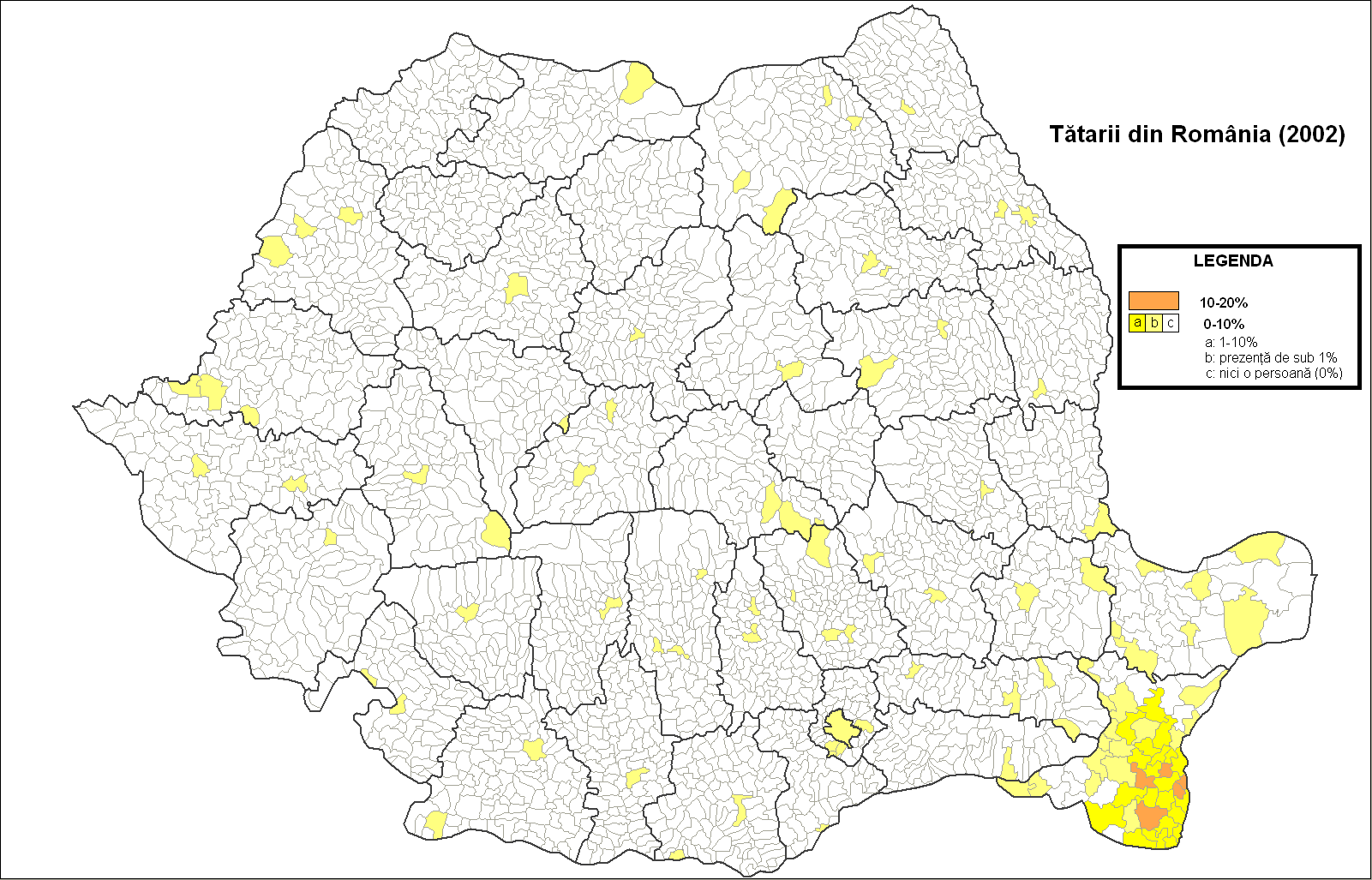
Verspreiding van de Tataarse minderheid per gemeente

De onderstaande gemeenten (Roemeens: communes) hebben een significante Tataarse bevolking:
- - Ciocârlia — 11,18%
  - Valu lui Traian — 9,81%
  - Techirghiol — 9,22%
  - Independența — 8,68%
  - Comana — 8,37%
  - Medgidia — 8,07%
  - 23 August — 7,89%
  - Mereni — 7,85%
  - Topraisar — 6,48%
  - Agigea — 6,39%
  - Murfatlar — 5,5%
  - Cobadin — 4,86%
  - Amzacea — 4,71%
  - Grădina — 4,47%
  - Tuzla — 4,38%
  - Eforie — 3,55%
  - Castelu — 3,37%
  - Mangalia — 3,25%
  - Mihail Kogălniceanu — 3,23%
  - Ovidiu — 3,01%
  - Lumina — 2,98%
  - Limanu — 2,85%
  - Siliștea — 2,69%
  - Constanta — 2,59%
  - Albești — 2,39%
  - Bărăganu — 1,7%
  - Cumpăna — 1,41%
  - Pecineaga — 1,41%